# 李存孝

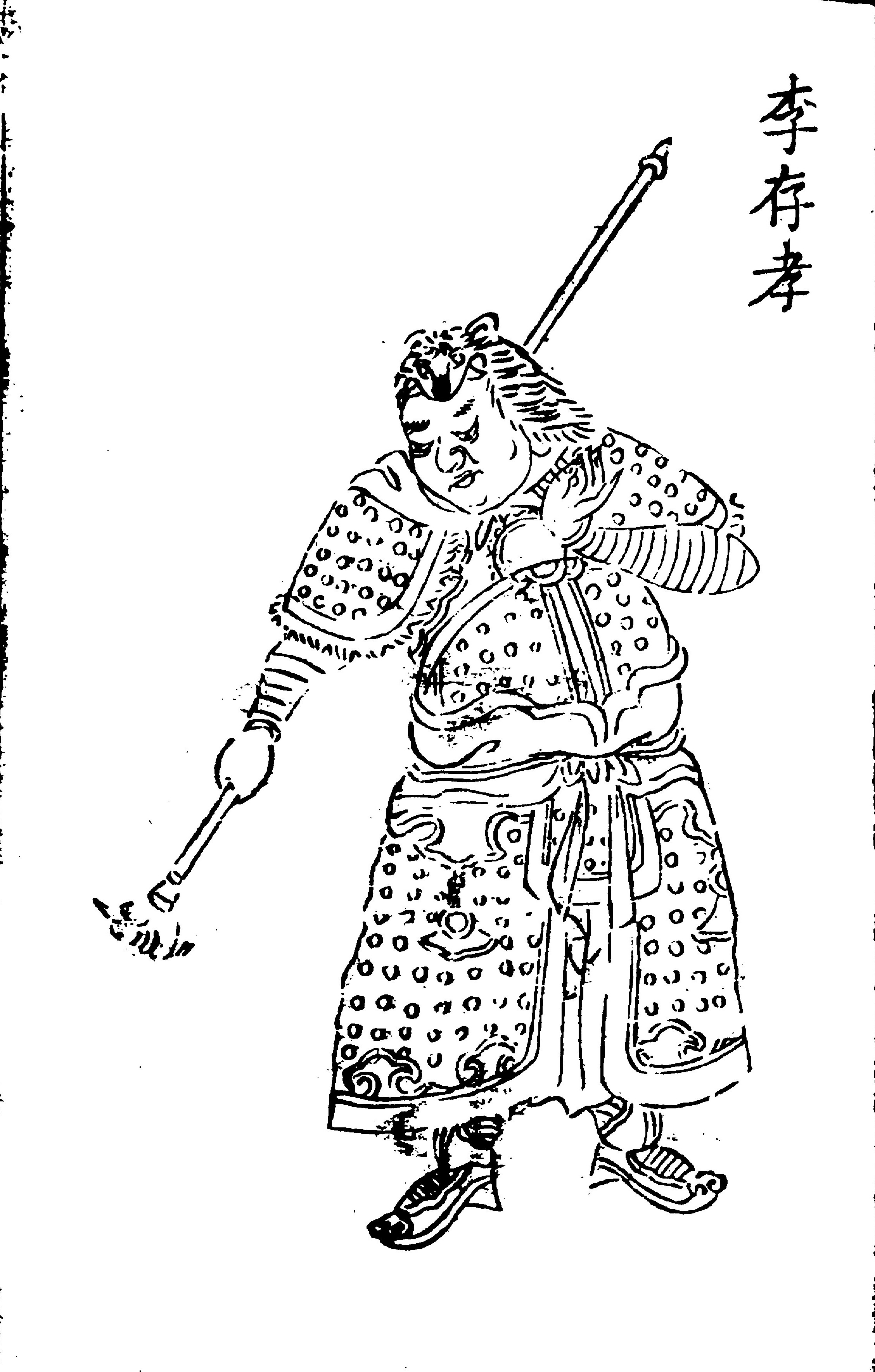
李存孝

李 存孝（り そんこう、生年不詳 - 894年）は、五代後唐の将軍。もとの名は安敬思。蔚州飛狐県の人。李克用の仮子となり、勇猛なことで知られていた。民間伝承や小説『残唐五代史演義』の中では配下の「十三太保」の一人として知られる。

## 生涯
李克用のもとで驍将となり、そののち李克用の仮子となる。李克用が黄巣の乱を鎮圧する際には、それに騎兵を率いて戦い、常勝不敗であった。その後、朱全忠と李克用が唐の実権を巡って争う中で、 李存孝は河陽の侵攻には失敗するものの、邢州・洺州・磁州の三州を攻略することに成功する。更に、唐による孫揆が率いる討伐軍を撃破し、孫揆を捕縛する。その後も数多くの功績を挙げるが、その武勇を妬んだ李存信により讒言されたことで、王鎔と内通し朱全忠に寝返る。しかし、李克用に敗戦し捕縛される。その際李存孝は、李存信の罪を訴え許しを請うが、許されず処刑された。

## 逸話
- 「驍勇冠絶、天下無双」と評され「王は項羽、将は李存孝」と謳われるなどその武勇は極めて優れていた。また、騎射にも長けており、常に先鋒を率いていた。しかしながら、結果的にその強さによって命を落とすことになった。
- 朱全忠の配下であり猛将と名高い鄧季筠を一騎討ちで生け捕りにした。

## 登場作品
映画
- 英雄十三傑（1970年、演：デビッド・チャン）